# Karel Rychlik
Pour les articles homonymes, voir Rychlik.
Karel Rychlik (1885 – 1968) est un mathématicien tchécoslovaque.
Ses domaines de prédilection étaient l'algèbre et la théorie des nombres.

## Recherche
Rychlik a fait partie du Comité Bolzano qui a publié les ouvrages de celui-ci dans les années 1920. 
La publication de Functionenlehre a permis la découverte de la Courbe de Bolzano. En 1923, Rychlik prouve la continuité et la non-dérivabilité de la Courbe de Bolzano.